# Saules (BE)
Saules (Duits (verouderd): Saal) is een gemeente en plaats in het Zwitserse kanton Bern, en maakt deel uit van het district Jura bernois.
Saules telt 156 inwoners.